# AUN〜コンビ大喜利王決定戦〜
AUN〜コンビ大喜利王決定戦〜（アウン コンビおおぎりおうけっていせん）は、Quick JapanとWLUCKが主催する大喜利イベント。
コンビで大喜利を行い、優勝者を決定する。8組がトーナメント方式で優勝を争う。正式なお笑いコンビだけではなく、このイベントのみの即席ユニットも出場可能で、アマチュアの大喜利プレイヤーの出場も許されている。
第5回からは予選『新呼吸』が開催され、優勝コンビが本選に進出する。
2021年8月9日には、同様の企画がテレビ朝日系列で放送された。大喜利ライブ「大喜る人たち」とのコラボイベントも開催されている。

## 歴代の結果
| 回 | 優勝者                   | 準優勝       | 新呼吸優勝         | 新呼吸優勝         |
| -- | ------------------------ | ------------ | ------------------ | ------------------ |
| 1  | 真空ジェシカ             | トンツカタン |                    |                    |
| 2  | 真空ジェシカ             | ママタルト   |                    |                    |
| 3  | 真空ジェシカ             | Aマッソ      |                    |                    |
| 4  | サツマカワRPG&Yes!アキト | 真空ジェシカ |                    |                    |
| 5  | 真空ジェシカ             | ママタルト   | 都トム             | 都トム             |
| 6  | こんにちパンクール       | ケビンス     | こんにちパンクール | こんにちパンクール |
| 7  | 真空ジェシカ             | 令和ロマン   | フランツ           | フランツ           |
| 8  | こんにちパンクール       | 十九人       | 十九人             | フランツ           |

## 各大会の詳細

### 第1回
- 出典[3]
- 開催日：2020年12月26日
- 開催場所：草月ホール
- 出場コンビ：蛙亭、ザ・ギース、トンツカタン、青色1号、Aマッソ、真空ジェシカ、ランジャタイ、カナメストーン
- MC：バイク川崎バイク
- 優勝コンビ：真空ジェシカ
- この回のみ、「AUN〜大喜利コンビ王決定戦〜」のタイトルで開催。

### 第2回
- 出典[4]
- 開催日：2021年4月24日
- 開催場所：北沢タウンホール
- 出場コンビ：Aマッソ、カナメストーン、真空ジェシカ、ダイヤモンド、寺田寛明＆森本サイダー、ママタルト、ランジャタイ、令和ロマン
- MC：バイク川崎バイク
- 優勝コンビ：真空ジェシカ

### 第3回
- 出典[5][6]
- 開催日：2021年8月28日
- 開催場所：北沢タウンホール
- 出場コンビ：Aマッソ、カナメストーン、サスペンダーズ、真空ジェシカ、トム・ブラウン、野田ぶるまちゃん（野田ちゃん、紺野ぶるま）、ママタルト、ランジャタイ
- MC：バイク川崎バイク
- 優勝コンビ：真空ジェシカ

### 第4回
- 出典[7]
- 開催日：2022年1月22日
- 開催場所：ニッショーホール
- 出場コンビ：カナメストーン、サツマカワRPG&Yes!アキト、ガクヅケ、パンプキンポテトフライ、ぶるファー吉岡（紺野ぶるま、ルシファー吉岡）、納言、ラパルフェ、真空ジェシカ
- MC：バイク川崎バイク
- 優勝コンビ：サツマカワRPG&Yes!アキト

### 第5回
- 出典[8][9][10]
- 開催日：2023年1月14日
- 開催場所：草月ホール
- 予選出場コンビ：ジュウロッカイ、フランツ、TCクラクション、永田敬介&小松海佑、都トム、ドンココ、雷獣（かべ・ベテランち）、シンクロニシティ
- 本選出場コンビ：真空ジェシカ、サツマカワRPG&Yes!アキト、ママタルト、パンプキンポテトフライ、ガクヅケ、ひつじねいり、ケビンス、都トム（予選優勝コンビ）
- 予選MC：寺田寛明、村田大樹
- 本選MC：高木貫太（ストレッチーズ）、奥森皐月
- 優勝コンビ：真空ジェシカ

### 第6回
- 出典[11][12]
- 開催日：2023年6月3日
- 開催場所：草月ホール
- 予選出場コンビ：ガクヅケ、9番街レトロ、こんにちパンクール（警備員、ぺるとも）、都トム、ナイチンゲールダンス、人間横丁、フランツ、街裏ぴんく&矢野号
- 本選出場コンビ：オダウエダ、ケビンス、サツマカワRPG&Yes!アキト、真空ジェシカ、ストレッチーズ、ダウ90000（蓮見翔、園田祥太）、ママタルト、こんにちパンクール（予選優勝コンビ）
- 予選MC：高木貫太（ストレッチーズ）、奥森皐月
- 本選MC：バイク川崎バイク、奥森皐月
- 優勝コンビ：こんにちパンクール

### 第7回
- 出典[13][14]
- 開催日：2024年1月21日
- 開催場所：ニッショーホール
- 予選出場コンビ：9番街レトロ、さすらいラビー、都トム、友田オレ&惹女香花、とんかつ街道（現・ド桜）、にぼしいわし、人間横丁、フランツ
- 本選出場コンビ：きしたかの、こんにちパンクール（警備員、ぺるとも）、真空ジェシカ、男性ブランコ、ナイチンゲールダンス、令和ロマン、ヨネダ2000、フランツ（予選優勝コンビ）
- 予選MC：高木貫太（ストレッチーズ）、奥森皐月
- 本選MC：バイク川崎バイク、奥森皐月
- 優勝コンビ：真空ジェシカ

### 第8回
- 出典[15][16][17]
- 開催日：2024年8月17日（予選第一陣）、2024年9月20日（予選第二陣）、2024年10月26日（本選）
- 開催場所：角筈区民ホール（予選）、一ツ橋ホール（本選）
- 予選（第一陣）出場コンビ：キャプテンバイソン、シモリュウ、十九人、都トム、友田オレ&惹女香花、ナユタ、人間横丁、ユーのカー（エアコンぶんぶんお姉さん&栗原）
- 予選（第二陣）出場コンビ：今井らいぱち&kento fukaya、ガクヅケ、カラタチ、さすらいラビー、シンクロニシティ、ド桜、フランツ、街裏ぴんく&ルシファー吉岡
- 本選出場コンビ：Yes!アキト×サツマカワRPG、エバース、オダウエダ、ケビンス、警備員&ぺるとも（こんにちパンクール）、寺田寛明&お抹茶（トンツカタン）、ナイチンゲールダンス、永田敬介&鈴木ジェロニモ、春とヒコーキ、パンプキンポテトフライ、ひつじねいり、ママタルト、マユリカ、ヨネダ2000、十九人（予選第一陣優勝コンビ）、フランツ（予選第二陣優勝コンビ）
- 予選MC：高木貫太（ストレッチーズ）、奥森皐月
- 本選MC：バイク川崎バイク、奥森皐月
- 優勝コンビ：警備員&ぺるとも（こんにちパンクール）

## テレビ版
- 出典[1]
- 放送日時：2021年8月9日 23:15 - 24:15
- 放送局：テレビ朝日系列
- 出場コンビ：Aマッソ、蛙亭、きつね、三四郎、真空ジェシカ、マヂカルラブリー
- MC：オードリー
- ゲスト：池田美優、髙橋ひかる、バイク川崎バイク
- 進行：野村真季（テレビ朝日アナウンサー）
- 優勝コンビ：マヂカルラブリー